# 1992 EF
1992 EF är en asteroid i huvudbältet som upptäcktes den 2 mars 1992 av de båda japanska astronomerna Seiji Ueda och Hiroshi Kaneda i Kushiro.
Asteroiden har en diameter på ungefär 13 kilometer och den tillhör asteroidgruppen Eos.